# CHIP
Ця стаття про видання журналу в різних країнах. Про українське видання у статті CHIP (Україна)
CHIP — кольоровий щомісячний глянсовий журнал про комп'ютерну техніку, комунікації і зв'язок, орієнтований на рядових користувачів і IT-професіоналів. Почав видаватися у Німеччині в 1978 році. На сьогоднішній день, журнал CHIP видається в більш ніж десятьох країнах світу, серед яких: Німеччина, Україна (російською мовою), Польща, КНР, Чехія, Угорщина, Індія, Індонезія, Італія, Малайзія, Нідерланди, Румунія, Таїланд, Туреччина, Росія ті інші.

## За країнами

### CHIP (Україна)
Перший номер CHIP в Україні вийшов у лютому 1996 році у видавництві  СофтПрес, яке отримало ліцензію від видавничого дому Vogel International. Директор видавництва Софтпрес — Елліна Шнурко-Табакова, головний редактор журналу — Олексій Єфетов. Перший наклад видання становив 12 000 примірників, щомісячно у1996-1998 році виходило у світ не менше 10 000 примірників.    

У 2006 році у зв'язку з реорганізацією правовласника Vogel International у Vogel Burda Communications, ліцензію на видавництво CHIP (Україна) отримує видавничий дім Бурда-Україна. З 2007 року CHIP (Україна) становиться повним клоном CHIP (Росія) до його та свого закриття у 2018 році. 

### CHIP (Польща)
В Польщі виданням CHIP займається холдинг Burda Communications. Головним редактором є Міхал Адамчик (Michał Adamczyk). У 2006 році видання було перенесено з Вроцлава в Варшаву. Тираж CHIP Польща в 2007 році досягав 60 356 примірників.

### CHIP (Індонезія)
В Індонезії CHIP був вперше опублікований в липні 1997 видавництвом PT Elex Media Komputindo, що входить до складу групи Kompas Gramedia, які в основному спеціалізуються на коміксах і манзі. Права на видання CHIP в Індонезії були отримані від холдингу Vogel Burda Media Communications. Головний редактор — Андре Мантірі (Andre M. Mantiri). Тираж видання становить близько 65 000 примірників. Частина тиражу публікується з CD-додатком, частина з DVD-додатком. Число сторінок — 192.

### CHIP (Нідерланди)
В Нідерландах CHIP видається з 2003 року видавництвом F & L Publishing Group за ліцензією, виданою CHIP Holding. Головний редактор — Пітер ван Меґен (Pieter van Megen). На цей момент існує тільки видання з DVD диском. Унікальна риса CHIP Нідерланди — наявність повних версій фільмів на DVD-додатку. Один-два рази на рік в Нідерландах також виходить видання CHIP Special, яке повністю висвітлює певну тему, обрану на розсуд редакції.